# Ерік Даніел
Ерік Даніел (чеськ. Erik Daniel, нар. 4 лютого 1992, Годонін) — чеський футболіст, півзахисник словацького клубу «Спартак» (Трнава).
Виступав, зокрема, за клуб «Ружомберок».
Дворазовий чемпіон Словаччини. Дворазовий володар Кубка Словаччини. 

## Ігрова кар'єра
Народився 4 лютого 1992 року в місті Годонін. Свою футбольну кар'єру він розпочав у словацькому клубі «Іскра» (Голіч), куди повернувся після виступів у чеській команді «Шардіце». У серпні 2008 року він відправився в однорічну оренду в «Спартак» (Миява), а перед сезоном 2009/10 вдруге став гравцем «Шардіче». Згодом підписав контракт із чеським клубом «Слован» (Ліберець).
У дорослому футболі дебютував 2011 року виступами за команду «Слован», в якій не зумів закріпитись, взявши участь лише у 2 матчах чемпіонату. В результаті на початку 2013 року був відданий в оренду у «Спартак» (Миява), з яким влітку 2014 року підписав повноцінну угоду. Загалом провів у команді 3,5 сезони, зігравши у 80 іграх чемпіонату.
Своєю грою за останню команду привернув увагу представників тренерського штабу клубу «Ружомберок», до складу якого приєднався влітку 2016 року. Відіграв за команду з Ружомберока наступні три сезони своєї ігрової кар'єри. Більшість часу, проведеного у складі команди, був основним гравцем команди.
У січні 2019 року Даніел підписав попередній трирічний контракт із братиславським «Слованом», який почав діяти з сезону 2019/20. Ерік допоміг команді два сезони поспіль вигравати «золотий дубль», а влітку 2021 року на правах річної оренди відправився до польської команди «Заглемб'є» (Любін).
У липні 2022 року перейшов до «Спартака» (Трнава), з яким підписав дворічний контракт. У першому ж сезоні виграв з командою Кубок Словаччини. Станом на 21 серпня 2023 року відіграв за команду з Трнави 29 матчів в національному чемпіонаті.

## Титули і досягнення
- Чемпіон Словаччини (2):

«Слован»: 2019/20, 2020/21
- Володар Кубка Словаччини (4):

«Слован»: 2019/20, 2020/21
«Спартак» (Трнава): 2022/23, 2024/25